# Drużynowe Mistrzostwa Polski na Żużlu 1999
Drużynowe Mistrzostwa Polski na Żużlu 1999 – 52. edycja drużynowych mistrzostw Polski, organizowanych przez Polski Związek Motorowy (PZMot.). W sezonie 1999, do rozgrywek pierwszej ligi przystąpiło dziesięć zespołów, natomiast w drugiej lidze wystąpiło trzynaście drużyn.
Był to ostatni sezon przed reformą rozgrywek ligowych i podziałem rozgrywek na Ekstraligę, I Ligę i II Ligę. Z najwyższej klasy rozgrywkowej spadały do niższej ligi 3 zespoły, a 7. jeździła dwumecz barażowy z 2. zespołem z zaplecza ligi.
Z II Ligi czołowa 6 zapewniła sobie miejsce w zreformowanej I Lidze, a drużyny z miejsc 7-13 od nowego sezonu startować miały w nowo powstałej II Lidze.
Zwycięzca najwyższej klasy rozgrywkowej (I Ligi) zostaje Drużynowym Mistrzem Polski na żużlu w sezonie 1999. Obrońcą tytułu z poprzedniego sezonu jest Jutrzenka-Polonia Bydgoszcz. W tym roku tytuł zdobyła Ludwik-Polonia Piła.

## Pierwsza Liga

### Runda zasadnicza
| Poz. | Klub                          | Pkt. | Z  | R | P  | +/−  |
| ---- | ----------------------------- | ---- | -- | - | -- | ---- |
| 1    | Jutrzenka-Polonia Bydgoszcz   | 24   | 12 | 0 | 6  | +118 |
| 2    | Ludwik-Polonia Piła           | 23   | 10 | 3 | 5  | +141 |
| 3    | Lotos-Wybrzeże Gdańsk         | 21   | 10 | 1 | 7  | +63  |
| 4    | Atlas Wrocław                 | 20   | 10 | 0 | 8  | +8   |
| 5    | Unia Leszno                   | 18   | 9  | 0 | 9  | +11  |
| 6    | Pergo Gorzów Wielkopolski     | 18   | 9  | 0 | 9  | –73  |
| 7    | Apator-Netia Toruń            | 17   | 8  | 1 | 9  | –32  |
| 8    | Kuntersztyn-Roleski Grudziądz | 15   | 7  | 1 | 10 | –67  |
| 9    | KKER-Stal Rzeszów             | 13   | 6  | 1 | 11 | –59  |
| 10   | Trilux-Start Gniezno          | 11   | 5  | 1 | 12 | –110 |

### Play-off
| Półfinały | Jutrzenka-Polonia Bydgoszcz | 86:93  | Atlas Wrocław         |
| --------- | --------------------------- | ------ | --------------------- |
| Półfinały | Wrocław                     | 40:50  | Bydgoszcz             |
| Półfinały | Bydgoszcz                   | 36:53  | Wrocław               |
| Półfinały | Ludwik-Polonia Piła         | 104:75 | Lotos-Wybrzeże Gdańsk |
| Półfinały | Gdańsk                      | 37:52  | Piła                  |
| Półfinały | Piła                        | 52:38  | Gdańsk                |

| Finał        | Atlas Wrocław         | 89:91 | Ludwik-Polonia Piła         |
| ------------ | --------------------- | ----- | --------------------------- |
| Finał        | Wrocław               | 48:42 | Piła                        |
| Finał        | Piła                  | 49:41 | Wrocław                     |
| o 3. miejsce | Lotos-Wybrzeże Gdańsk | 98:80 | Jutrzenka-Polonia Bydgoszcz |
| o 3. miejsce | Gdańsk                | 51:37 | Bydgoszcz                   |
| o 3. miejsce | Bydgoszcz             | 43:47 | Gdańsk                      |

### Klasyfikacja końcowa
| Poz. | Zespół                        |
| ---- | ----------------------------- |
| 1.   | Ludwik-Polonia Piła           |
| 2.   | Atlas Wrocław                 |
| 3.   | Lotos-Wybrzeże Gdańsk         |
| 4.   | Jutrzenka-Polonia Bydgoszcz   |
| 5.   | Unia Leszno                   |
| 6.   | Pergo Gorzów Wielkopolski     |
| 7.   | Apator-Netia Toruń            |
| 8.   | Kuntersztyn-Roleski Grudziądz |
| 9.   | KKER-Stal Rzeszów             |
| 10.  | Trilux-Start Gniezno          |

| baraż o prawo startu w Ekstralidze w 2000 roku | Apator-Netia Toruń | 103:77 | ZKŻ-Polmos Zielona Góra |
| ---------------------------------------------- | ------------------ | ------ | ----------------------- |
| baraż o prawo startu w Ekstralidze w 2000 roku | Zielona Góra       | 40:50  | Toruń                   |
| baraż o prawo startu w Ekstralidze w 2000 roku | Toruń              | 53:37  | Zielona Góra            |

## Druga Liga
| Poz. | Klub                        | Pkt. | Z  | R | P  | +/−  |
| ---- | --------------------------- | ---- | -- | - | -- | ---- |
| 1    | Włókniarz-Malma Częstochowa | 40   | 20 | 0 | 4  | +429 |
| 2    | ZKŻ-Polmos Zielona Góra     | 38   | 18 | 2 | 4  | +390 |
| 3    | TŻ-Noban Opole              | 35   | 17 | 1 | 6  | +236 |
| 4    | Iskra Ostrów Wielkopolski   | 34   | 16 | 2 | 6  | +298 |
| 5    | RKM Energo-Inwest Rybnik    | 33   | 16 | 1 | 7  | +313 |
| 6    | ŁTŻ-Sansot Łódź             | 31   | 15 | 1 | 8  | +242 |
| 7    | LKŻ Lublin                  | 19   | 9  | 1 | 14 | –238 |
| 8    | Kolejarz Rawicz             | 18   | 9  | 0 | 15 | –142 |
| 9    | ŻKS Krosno                  | 18   | 9  | 0 | 15 | –159 |
| 10   | Unia Tarnów                 | 18   | 9  | 0 | 15 | –140 |
| 11   | Stal II Rzeszów             | 14   | 7  | 0 | 17 | –211 |
| 12   | Śląsk Świętochłowice        | 8    | 4  | 0 | 20 | –477 |
| 13   | Wanda Kraków                | 6    | 3  | 0 | 21 | –541 |